# Dissidia 012 Final Fantasy
Dissidia 012 Final Fantasy (ディシディア デュオデシム ファイナルファンタジー?, Dishidia Dyuodeshimu Fainaru Fantajī, pronunciato "Dissidia Duodecim Final Fantasy") è un videogioco del genere picchiaduro/RPG prodotto e distribuito da Square Enix per PSP uscito il 3 marzo 2011 in Giappone, il 22 nel Nord America e il 25 in Europa.
Il gioco è il prequel di Dissidia Final Fantasy. Il titolo non si pronuncia "zero uno due" o "zero dodici", ma "duodecim" come il numero 12 in lingua latina, riferimento al fatto che il gioco è ambientato durante il dodicesimo conflitto tra armonia e discordia.
È stato eletto da IGN come il terzo miglior videogioco per PSP in assoluto.

## Trama
La storia è ambientata durante il conflitto precedente a quello di Dissidia Final Fantasy. Nell'epoca mostrata nel gioco la Dea dell'armonia Cosmos ha più guerrieri schierati dalla sua parte rispetto al primo Dissidia: tra le sue schiere contano infatti tutti i protagonisti dei primi dieci capitoli (eccezion fatta per Tidus, Cloud e Terra, che sono dalla parte di Chaos), Jecht (che nel primo gioco è invece dalla parte di Chaos), Kain, Tifa, Laguna, Yuna, Vaan e Lightning. L'assenza di questi ultimi cinque nel successivo ciclo (Dissidia Final Fantasy) si motiva con il loro sacrificio, a fine storia, che permetterà agli altri guerrieri di Cosmos di poter riapparire per un tredicesimo e ultimo conflitto, dando ai loro compagni una nuova possibilità contro i guerrieri di Chaos.

## Modalità di gioco
Il gioco è strutturato quasi come il capitolo precedente, ma presenta una serie di novità: le battaglie sono svolte sempre uno contro uno e gli attacchi sferrati ridurranno i PV dell'avversario in base alla quantità di Audacia a disposizione del giocatore, ma questa volta il giocatore e l'avversario potranno contare su un piccolo aiuto da parte di un assistente, che potrà essere chiamato in causa una volta riempita una barra apposita situata sotto la barra PV. L'assistente supporterà il giocatore in situazioni di pericolo, lanciando un attacco AUD se la barra è riempita solo per metà, o un attacco PV se è completamente piena. Inoltre il gameplay della modalità storia si è evoluto e presenta, oltre ai gateway (la modalità "a scacchiera") del primo gioco, dei veri e propri dungeon, da cui appunto si potrà scegliere un portale e accedere a diversi gateway, influenti o meno per il prosieguo della narrazione. Completata la storia, si potrà continuare con la storia del tredicesimo conflitto (ovvero la stessa presentata nel primo capitolo Dissidia con alcune aggiunte e adattamenti).
Oltre alla modalità storia, sono presenti le modalità Battaglia e Arcade (già presenti nel primo capitolo della serie) e Labyrinth (in sostituzione del Colosseo). È inoltre possibile creare delle "Friend Card", ovvero degli avversari con statistiche ed equipaggiamenti personalizzati da sfidare in qualsiasi momento, molto utili se si vogliono ottenere degli oggetti di cui si è già in possesso. Nuove aggiunte al gioco sono anche la modalità Original Quest (con cui si possono creare delle storie originali con dialoghi e battaglie personalizzati), i Party Battle (nei quali è possibile organizzare battaglie 5 contro 5) e il MogWeb, con cui si potranno scambiare le Quest create tramite Wi-Fi.

## Personaggi introdotti
Sono disponibili tutti i personaggi del primo Dissidia più qualche new-entry. I nuovi personaggi giocabili sono:
- Kain Highwind (da Final Fantasy IV)
- Tifa Lockhart (da Final Fantasy VII)
- Laguna Loire (da Final Fantasy VIII)
- Yuna (da Final Fantasy X)
- Vaan (da Final Fantasy XII)
- Lightning (da Final Fantasy XIII)

Sono inoltre presenti tre personaggi segreti che saranno disponibili solo dopo aver soddisfatto determinate condizioni:
- Gilgamesh (da Final Fantasy V)
- Prishe (da Final Fantasy XI)
- Feral Chaos

Nel gioco è presente anche il personaggio di Aerith (da Final Fantasy VII), ma disponibile solo come assist (e quindi non giocabile direttamente).
Vi sono anche nuovi costumi per i personaggi, la maggior parte dei quali sono i costumi disegnati da Yoshitaka Amano per gli artwork di ogni gioco. In totale ogni personaggio, compresi quelli nuovi, hanno tre costumi diversi che possono indossare, acquistabili nel negozio PP. È inoltre possibile scaricare, tramite DLC, ulteriori costumi, tra i quali i rispettivi costumi in Kingdom Hearts per Cloud e per Squall e il vestito di Aya Brea per Lightning.

## Arene
Sono presenti tutte le arene dello scorso capitolo, più l'ultimo piano del Pandemonium (Final Fantasy II), la Torre di cristallo (Final Fantasy III), il Treno fantasma (Final Fantasy VI), lo Scenalante Primavista (Final Fantasy IX), il Paradosso empireo (Final Fantasy XI), la Culla di Orphan (Final Fantasy XIII) e la Fortezza aerea di Bahamut (Final Fantasy XII).

## Colonna sonora
Per la colonna sonora è stato confermato Takeharu Ishimoto e annullata la collaborazione con la band Your Favorite Enemies, che aveva collaborato alla colonna sonora del primo Dissidia. Ha invece partecipato alla canzone dello scontro finale con Feral Chaos la band statunitense Kidneythieves.
Nel gioco sono presenti, oltre alle nuove tracce composte/riarrangiate da Ishimoto, anche quelle utilizzate in Dissidia Final Fantasy. Sono state fatte alcune aggiunte anche per quanto riguarda alcune modalità di gioco (come il Labyrinth), durante le quali si potranno sentire i più celebri temi dungeon dei vari capitoli riarrangiati da Ishimoto.
Tramite DLC è inoltre possibile scaricare ulteriori brani per la modalità combattimento, tre per ogni capitolo della serie.

## Sviluppo
La parte grafica del videogioco è affidata agli stessi collaboratori del primo Dissidia: il character design è a opera di Tetsuya Nomura, collaboratore grafico e non della Square Enix sia nei giochi della serie Final Fantasy che in altri, mentre le illustrazioni sono curate da Yoshitaka Amano, anche lui collaboratore della serie sin dalla sua nascita.

## Accoglienza
Dissidia 012 è stato votato con 38/40 da Famitsū, con i voti 10, 9, 10 e 9 dati dai quattro recensori della rivista. IGN l'ha invece classificato come il terzo miglior videogioco per PSP, votandolo con 9/10. Su Metacritic Dissidia 012 ha un rating di 78 su 100, basato su 52 recensioni, per la maggior parte tutte positive. L'unica recensione negativa ricevuta è a opera del recensore di Game Revolution, che lo ritiene troppo ripetitivo e simile al precedente Dissidia, votandolo con 32/100.
La rivista Play Generation diede al gioco un punteggio di 92/100, apprezzando le nuove modalità, le nuove meccaniche, i nuovi personaggi e gli spettacolari scontri e come contro la telecamera che poteva dare problemi ed alcuni elementi grafici "riciclati" dal primo capitolo, finendo per trovarlo un picchiaduro longevo, appagante e insolito e che non sorprendeva il fatto che il suo predecessore si confermasse come uno dei migliori titoli per PSP.

### Vendite
Nella sua prima settimana di uscita, il gioco ha venduto oltre 286 117 copie; a gennaio 2012 il gioco ha venduto oltre 365 000 copie solo in Giappone, risultando il quattordicesimo videogioco più venduto nel Paese nipponico nel 2011.